# Hypebeast
ハイプビースト（Hypebeast Ltd.) は、香港を拠点とする若者文化にフォーカスしたデジタルメディアである。もともとオンラインマガジン『HYPEBEAST』で知られていた同社は、2005年にケヴィン・マーによってスニーカーブログとして設立された。その後、大手オンラインマガジンに拡大し、さらに「Hypebeast」を設立するまでに至った。
同社のメディアプラットフォーム『HYPEBEAST』は現在、ストリートウエアからハイブランドに至るまで広範囲にまたがりカバーし、最大かつ最も訪問されたオンラインエディトリアル・ファッションサイトのひとつである。サイトでは、ファッション、音楽、ポップカルチャー、ライフスタイル、その他様々なコンテンツを配信している。長年にわたり、『HYPEBEAST』はルーペ・フィアスコやカニエ・ウェストなどの有名人によって広く知られるようになった。

## 概要
ケビン・マ（Kevin Ma）が2005年に創業。香港を本社としアメリカ、ロンドン、日本の4都市に運用拠点を持つ。2016年に上場。多言語で展開する本体のハイプビーストに加えて、女性版のWEBサイトであるハイプベイ（HYPEBAE）、紙媒体のハイプビースト・マガジン（HYPEBEAST MAGAZINE）、ECサイトのエイチビーエックス（HBX）などビジネスは多岐にわたる。SNSの累計フォロワーは2千万人、月間7千万PV、月間ユニーク訪問者数は1320万人。2018年にはニューヨークで自社主催のフェス、ハイプフェスト（HYPEFEST）を開催。2020年9月にはエイベックス・エンタテインメント株式会社と戦略的パートナーシップの締結。
日本法人のハイブビースト・ジャパン（HYPEBEAST JAPAN）は2019年3月に設立された。当時のマネージングディレクター/社長の和島昭裕は2020年12月31日付で退社した。編集長は阿部勇紀。2021年にはハイプベイ ジャパン（HYPEBAE JAPAN）とハイプゴルフ ジャパン（HYPEGOLF JAPAN）をローンチした。

## ハイプビーストの文化
ハイプビーストという用語(英:Hype + beast)は、ケヴィン・マーが自身のファッションブログのために使うまでは、自分を格好良く見せるために一流ブランドの衣服、靴、アクセサリーなどを買い集めることに取りつかれている人を指す軽蔑的な言葉であった。多くのハイプビーストたちは、(日本のオタクという言葉が進化したように) 愛情を込めて自分たち自身をそう呼んでいる。
ブランド名やロゴが入ったデザインのトレンドが高まる中、2000年代半ば以降は、ストリートウェアとつながりがあるハイプビーストカルチャーが発展している。このトレンドは、ブランド名のロゴが施された服が流行っていた1990年代のファッションに影響されている。ハイプビーストカルチャーの発展は、ベイプ、シュプリーム、オフホワイト、パレス、ルイ・ヴィトン、バレンシアガ、グッチなどを含む多くのブランド品の消費につながっている。ハイプビーストカルチャーは、需要によって異なる価格のブランドアイテムの購入・転売の成長へと導いた。
「Hypebeast」は、ストリートファッション愛好家を対象とした『Hypefest』というフェス型イベントも開催している。『Hypefest』は、2018年10月にニューヨークで初めて開催された。

## 歴史
2005年、ケヴィン・マーはカナダのバンクーバーで学生だった頃にスニーカーブログとして『HYPEBEAST』を設立した。2012年の『Hypebeast Magazine』のデビュー以来、マーの事業は『HYPEBAE』、『hypekids』、『Popbee』などを含むサイトへと規模を拡大していった。2008年に、現代アジア人女性を対象としたWEBメディア『Popbee』、さらに2012年にはグローバルECプラットフォームの『HBX』が立ち上げられた。過去10年間で、「Hypebeast」は、デジタルメディア、eコマース、クリエイティブサービスなど、多くのニッチ市場をカバーするために拡大してきた。また、メディア事業と合わせて、2016年にはクリエイティブエージェンシー事業の『HYPEMAKER』を展開した。
2019年に日本法人「Hypebeast Japan株式会社」を設立。

## HBX
当初、HYPEBEASTストアとして知られていたHBXは、2012年にケヴィン・マーによって設立されたファッションのオンラインストア。Hypebeast Limitedの子会社であるHBXは、アパレル、アクセサリー、その他のプロダクトを販売するセレクトショップとなる。2018～2019年には3100万ドルを超える収益を記録。現在、HBXのサイトでは200を超える数のブランドを取り扱っている。
オンラインのプラットフォームに加えて、同社は2015年に香港最大のショッピンモールであるランドマークに実店舗をオープン。2020年にHBXストアは改装されており、FOOD NEW YORKの創設者であり、カニエ・ウェストやヴァージル・アブローなどのミュージシャンやデザイナーと協業経験のあるドン・ピン・ウォンが共同設計に参加している。